# Jacobus Cornelius Meeuwissen
Jacobus Cornelius Meeuwissen, CSsR (ur. 15 sierpnia 1847 r. w Oud Gastel, zm. 29 czerwca 1916 r. w Amsterdamie) – holenderski ksiądz katolicki, biskup, wikariusz apostolski Gujany Holenderskiej od 1889 r.

## Życiorys
Urodził się w 1847 r. w Oud Gastel w gminie Halderberge, w Brabancji Północnej. Po ukończeniu szkoły średniej w belgijskim Hoogstraten w 1868 r., wstąpił do Zgromadzenia Najświętszego Odkupiciela (redemptoryści), a następnie udał się na studia do seminarium w klasztorze redemptorystów w Wittem. 6 października 1873 r. przyjął święcenia kapłańskie. Po ich ukończeniu opiekował się nowicjuszami w niższym seminarium w Roermond. Przez kolejne trzydzieści lat prowadził misje święte i udzielał rekolekcji na terenie całego kraju. Piastował przez trzy lata funkcję rektora w Roermond, a cztery w Rotterdamie, gdzie przez trzynaście lat był prowincjałem.
7 stycznia 1907 r. papież Pius X mianował wówczas 59-letniego Meeuwissena, wikariuszem apostolskim Gujany Holenderskiej i biskupem tytularnym Prusa. 3 marca 1907 r. miała miejsce jego konsekracja biskupia, po której udał się do tej kolonii holenderskiej w Ameryce Południowej. Miał problemy z zaaklimatyzowaniem się na nowym kontynencie, przez co w 1909 r. musiał wrócić na rok do kraju. W 1910 r. wszedł w ostry spór z dyrektorem szpitala wojskowego w Paramaribo, gdzie swoją posługę pełniły od 1897 r. siostry szarytki z Tilburga jako pielęgniarki. Spór ten zakończył się powrotem sióstr do Holandii, jednak po licznych skargach mieszkańców Surinamu powróciły one do nowej placówki (obecnie szpital św. Wincentego).
W listopadzie 1910 r. ponownie wrócił do Holandii ze względów klimatycznych. Podczas audiencji u papieża poprosił go o rezygnację z funkcji wikariusza, na co zgodę uzyskał 15 grudnia 1910 r. Mimo stosunkowo krótkiego pobytu w tej kolonii holenderskiej szło mu całkiem dobrze, ponieważ w tym okresie zbudowano dziewięć nowych kościołów, klasztor i kilka szkół.
Zmarł 29 czerwca 1916 r. w Amsterdamie, w wieku lat 68. Po mszy św. w kościele Matki Bożej na Keizersgracht w Amsterdamie (zbudowanym w 1854 r. przez redemptorystów) i pożegnaniu wygłoszonym przez nowego biskupa Bredy Pietera A.W. Hopmansa, został pochowany 3 lipca na cmentarzu kościoła św. Barbary.
W jego rodzinnej miejscowości – Oud Gastel jedną z ulic nazwano jego imieniem: ul. prałata Meeuwissena (Monseigneur Meeuwissenstraat).